# Trudi Bora
Trudi Bora (Essen, Alemania 1923- ), nombre artístico de Gertrude Bauer, estrella del teatro de variedades español de las décadas de los años 1940 y 1950, también apodada como Huracán Trudi Bora. 

## Biografía
Debutó como vedette en Alemania con tan solo 16 años. En este tramo de su recién iniciada carrera conoce al que será mánager y compositor de las revistas que interpreta, el inglés Curt Doorlay. 
En 1941 en una gira por Francia, recala en España, en la época de posguerra, donde el teatro de variedades estaba muy de moda. Actúa en el teatro La Latina de Madrid y en el Paralelo barcelonés. Rápidamente se convierte en una de las estrellas más famosas y raramente más jóvenes del teatro de variedades español. Sus obras se agrupan en revistas denominadas Rápido internacional. Destacan revistas como Doña Mariquita de mi corazón, Tropical Express o Todo por el Corazón. 
Prueba de su éxito es que pronto tendrá una numerosa legión de admiradores que llegan a pagar por butaca 8 pesetas. Un precio desorbitado teniendo en cuenta la época de ruina y carestía que había en la España de los años 1940. 
La devoción que inspiró en muchos hombres quizá se debiera a sus canciones amorosas de gran sensualidad y a que más que alemana parecía española. Era morena, baja y de pelo negro, además de unos bonitos ojos entre verdes y marrones. También cabe destacar que se ganó la admiración de muchos derechistas proalemanes en pleno apogeo de las tendencias filogermanas del régimen.
En el año 43 o 44, Curt Doorlay deja de representar a Trudi. Su lugar lo ocuparán Los Vieneses: Franz Johan y Artur Kaps, austriacos y empresarios teatrales que fundarían en España la Compañía Vienesa de espectáculos. Llegó a grabar varios discos con la Odeón, entre ellos 99 Mujeres contra tres Hombres. El maestro Luis Rovira hizo un magnífico acompañamiento musical de algunas de las piezas, como el fox lento Ámame.
En 1944 se le hace un gran homenaje en el teatro Cervantes de Málaga. La acompañan Concha Piquer y Celia Gámez: es ya una estrella de las grandes.
Su éxito seguirá hasta finales de década cuando empieza a perder favor entre un público tal vez cansado de canciones amorosas que eran repetitivas y de una estrella que comenzaba a ser eclipsada por la compañía de Franz Johan y Artur Kaps con sus novedosos escenarios, y su gran capacidad artística, tanto por el número de componentes de la compañía como por los temas humorísticos y satíricos que representaban.
En 1951 viaja a México y actúa junto con Marilú Zarabozo en la revista Express Internacional y Las inviolables, esta última también junto con Ángel Garasa.
Regresa a España en 1953 y, disuelta su compañía, pasa a formar parte de Los Vieneses. Así queda definitivamente supeditada a otra compañía con otros intereses. Actúa con ellos y se retira en 1959 de los escenarios de forma definitiva, poniendo fin así a una carrera artística de veinte años.
Desde que una vez de 1941 llegara a Madrid hasta su retirada, pasó por todo el mapa de España: desde la capital a Barcelona, de Castellón a Galicia (Ferrol y Coruña). Hasta Súdamerica y Alemania. En la actualidad vive con cerca de noventa años en Bilbao.
- Datos: Q6153376